# Kortemark
Kortemark este o comună neerlandofonă situată în provincia Flandra de Vest, regiunea Flandra din Belgia. La 1 ianuarie 2008 avea o populație totală de 12.019 locuitori. 

## Geografie
Comuna actuală Kortemark a fost formată în urma unei reorganizări teritoriale în anul 1977, prin înglobarea într-o singură entitate a ??? comune învecinate. Suprafața totală a comunei este de 55,00 km². Comuna este subdivizată în secțiuni, ce corespund aproximativ cu fostele comune de dinainte de 1977. Acestea sunt:
| - I. Kortemark - II. Handzame - V. Edewalle - III. Zarren - IV. Werken |

Localitățile limitrofe sunt:
| - Comuna Torhout: - a. Torhout - Comuna Hooglede: - b. Gits - c. Hooglede - Comuna Staden: - d. Staden - Comuna Houthulst: - e. Houthulst - f. Klerken | - Comuna Diksmuide: - g. Esen - h. Vladslo - Comuna Koekelare: - i. Bovekerke - j. Koekelare - Comuna Ichtegem: - k. Ichtegem |